# ImmunoWars
ImmunoWars is een Engelstalig kaartspel waar men met virussen en bacteriën elkaar probeert uit te schakelen en zich verdedigt met vaccins, lab materiaal, medicijnen, en andere. Het spel bestaat uit 108 kaarten, verdeeld in tien categorieën.
De makers van het spel proberen het spel zo veel mogelijk wetenschappelijk te onderbouwen. Op de kaarten is dan ook informatie over de wetenschappelijke onderwerpen zoals bacteriële en virale infecties , medicijnen, vaccins, en technologiën terug te vinden.

## Ontwikkeling
De ontwikkeling van het spel is gestart op 21 oktober 2019 door twee Leidse studenten, Rafael Jezior en Dennis de Beeld. De Life Science & Technology-studenten kwamen op het spelidee door de eeuwige strijd tussen het immuunsysteem en pathogene indringers. Er is twee jaar gewerkt aan het spel en het kwam officieel uit op 25 maart 2022.
Het spel begon oorspronkelijk als Kickstarter en heeft 216 donateurs die totaal €14.000 toegezegd hebben.